# Club d'aviron Colindres
Maillots
Le Club d'Aviron Colindres (Club de Remo Colindres en castillan) est un club sportif cantabre qui a disputé des régates dans toutes les catégories et disciplines de l'aviron en banc fixe ou en batels, trainerillas ou trainières. Son histoire commence durant les années soixante-dix mais jusqu'en 1996 il a une trainière qui commence une régate officielle.

## Histoire

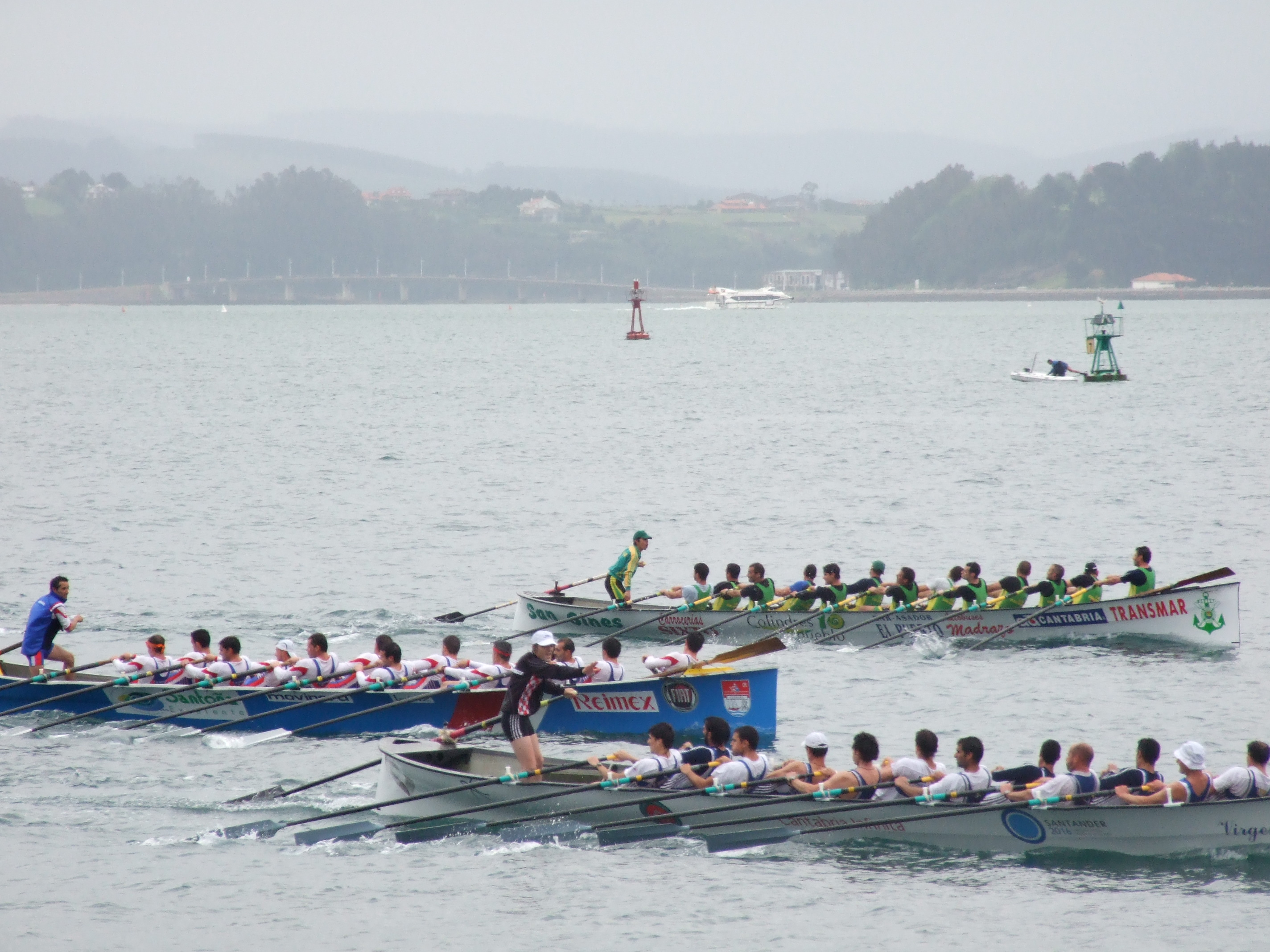
Bandera Caja Cantabria 2009 de traineras avec Colindres derrière.

Le Club de Colindres a participé depuis les années soixante-dix dans les compétitions d'aviron en batel et trainerilla et à partir de l'année 1996 en trainière. Il y a eu divers problèmes en 1992 mais grâce aux travaux de la Commune on a pu créer l'École Municipale d'Aviron qui obtient le titre de champions régionaux de trainerillas en catégorie cadets. Son plus grand succès a été le Championnat d'Espagne de trainières durant 1997 à La Corogne, après avoir occupé la troisième place dans le Championnat de Cantabrie de trainières. Il a concouru ensuite jusqu'en 1999 et est retourné à l'eau durant l'année 2006 en participant dans la Ligue ARC.
Pendant les années 1996 jusqu'à 2000 le président est J.L. Fernandez Ochoa et les formateurs Carlos Aparicio et Manuel Gutierrez en 1996, Manuel Gutierrez en 97 et 98 et Gerardo Ranero en 99 et 2000. Pendant trois années il n'y a pas eu d'activité dans le club d'aviron et durant l'année 2004, Eugenio Sánchez se charge de la présidence et le formateur sera José Ignacio Nazábal Miami durant ces années.
En 2006 se lance dans la ligue ARC et termine la ligue en septième position après avoir cumulé 43 points, une ligue dans laquelle ont pris part plus de neuf trainières pendant dix. Pendant l'année il ne gagne aucun drapeau mais se classe second derrière Kaiku A.E qui a terminé vainqueur de la ligue après gagné huit des dix régates disputées.
En 2007, dix clubs participent à la ligue et Colindres se classe huitième, n'étant dans aucune des régates parmi les premièrs. Il obtient 38 points. Dans les régates de batels ils gagnent trois régates de la liguilla et sont médaillés de bronze dans le championnat régional, bien qu'ils aient été derniers dans le Championnat d'Espagne.

### Sources
- (es) Cet article est partiellement ou en totalité issu de l’article de Wikipédia en espagnol intitulé « Club de Remo Colindres » (voir la liste des auteurs).